# Let Me (Zayn)
Let Me is een nummer van de Britse zanger Zayn Malik uit 2018. Het is de tweede single van zijn aankomende tweede studioalbum.
De videoclip van "Let Me" is een vervolg op de clip van "Dusk Till Dawn". Daarin zagen we dat Zayn een criminele bende op een dwaalspoor zette en zo op de vlucht kon. In de video van "Let Me" staat de zanger weer voor de taak om zaken te doen met louche figuren en die van zich af te schudden. Het nummer was wereldwijd een stuk minder succesvol dan voorganger "Dusk Till Dawn". In het Verenigd Koninkrijk haalde het een bescheiden 20e positie. In de Nederlandse Top 40 haalde het de 29e positie, en in Vlaanderen haalde het de 5e positie in de Tipparade.